# Enevold de Falsen
Enevold de Falsen (Copenaghen, 17 ottobre 1755 – Oslo, 16 novembre 1808) è stato un giurista, poeta e attore teatrale norvegese e uomo di stato.

## Biografia
Figlio di un'antica e nobile famiglia norvegese, nel 1777 Enevold De Falsen fu, all'età di soli 22 anni, giudice presso il tribunale di Christania (l’odierna Oslo).
Nel 1781 Enevold de Falsen sposò Anna Henrikka Petronelle Mathiesen (1762–1825), un'attrice di teatro da cui ebbe 7 figli, Christian Magnus Falsen (1782–1830) che sarebbe diventato un uomo politico affermato, Jørgen Conrad de Falsen (1785–1849), che sarebbe diventato prima ufficiale di marina e poi ammiraglio, Carl Valentin de Falsen (1787–1852) che sarebbe diventato governatore di contea, Hagbarth de Falsen (1791–1836) e 3 figlie femmine.
Si interessò di teatro, dapprima traducendo dal francese alcune opere di Molière poi scrivendo egli stesso opere teatrali che spesso interpretò personalmente.
Come magistrato si dimostrò contrario alla pena di morte eccetto che per l'aggressione ai membri della famiglia reale.
La sera del 16 novembre 1808, uscì dal teatro durante una fredda tormenta di neve e fu ritrovato il mattino seguente morto.
Fu sepolto presso il cimitero della Gamle Aker kirke.